# 赵世民
赵世民，复旦大学代谢与整合生物研究院教授，2011年度长江学者奖励计划特聘教授。主要从事代谢与疾病的基础研究，开创代谢酶乙酰化调控机制新领域。赵世民是中国国家重大科学研究计划（973）首席科学家，还担任中国国家自然科学基金委员会“代谢生物化学”创新研究群体负责人。